# 天主教歐巴拉教區
天主教歐巴拉教區（拉丁語：Dioecesis Obalana）是喀麥隆一個羅馬天主教教區，屬雅溫德總教區。
教區成立於1987年7月3日，2004年有教友342,258人（佔轄區總人口55.7%）、五十個堂區、七十一名司鐸。現任教區主教為索斯腾·莱奥帕尔·本杰明·马特耶。